# الصالح أيوب

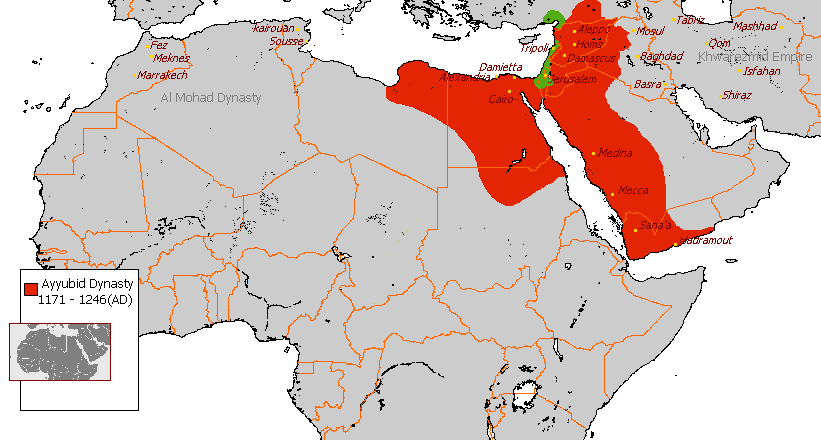
الدولة الأيوبية ما بين 1171م و1246م

السُّلْطَانُ الكَبِيْرُ المَلِكُ الصَّالِحُ نَجْمُ الدِّيْنِ أَبُو الفُتُوْحِ أَيُّوْبُ ابْنُ السُّلْطَانِ المَلِكِ الكَامِلِ مُحَمَّدِ ابْنِ العَادِلِ ،(ولد بالقاهرة 1205م / 603 هـ - توفى بـالمنصورة 22 نوفمبر 1249م / 647 هـ). سابع سلاطين بني أيوب بمصر، حكم من 1240م إلى 1249م. أنشأ المماليك البحرية بمصر، ودخل في صراعات مع الملوك الأيوبيين في الشام، وفي آخر سنة من حكمه تعرضت مصر لحملة صليبية ضخمة عرفت بـالحملة الصليبية السابعة بقيادة لويس التاسع ملك فرنسا. توفي الصالح أيوب أثناء احتلال الفرنج لدمياط وخلفته أرملته شجرة الدر التي تحملت بجسارة عبء الدفاع عن مصر.
ويعد عصر الصالح أيوب من أهم عصور المنطقة حيث شهد توغل المغول في الأراض الإسلامية من الشرق والهجمات الصليبية من الغرب، وزوال الدولة الخوارزمية، وصراعات داخلية خطيرة بين ملوك بني أيوب والتي انتهت، مع وفاة الصالح أيوب، ببزوغ نجم المماليك وتكوين دولتهم التي لعبت أدواراً حاسمة في تاريخ الشرق الأدنى.

## أصله وأحداث ما قبل سلطنته
كان الصالح أيوب ابناً للسلطان الأيوبي الملك الكامل محمد، أمه جارية نوبية اسمها ورد المنى ، وأخاً للسلطان العادل أبو بكر بن الكامل وحفيداً للسلطان الملك العادل أخو السلطان صلاح الدين الأيوبي. وكان والده الملك الكامل قد استقل بمصر في عام 1218م/ 615هـ، بعد وفاة والده الملك العادل الذي كان قد قسم مملكته بين أولاده قبل وفاته وأعطى مصر للملك الكامل. والملك الكامل هو من أكمل بناء قلعة الجبل التي بدأ في تشييدها عمه صلاح الدين الأيوبي وكان الكامل أول من سكن قلعة الجبل من ملوك مصر وفيها ولد الصالح أيوب في سنة 1205م / 603هـ.

### الحملة الصليبية الخامسة

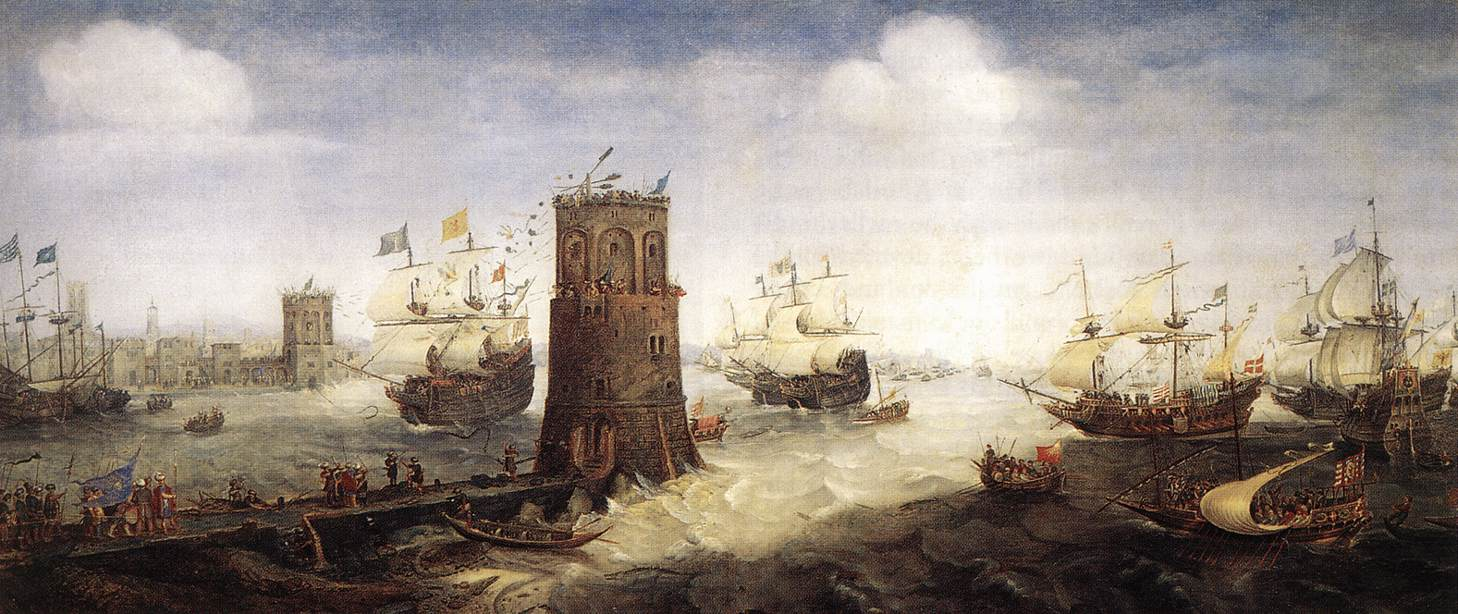
الصليبيون يهاجمون دمياط في 1218م

في سنة 1218م/615هـ، عندما كان الصالح أيوب طفلاً في الثانية عشرة من عمره، تعرضت مصر لحملة صليبية يقودها «جان دي بريين» ملك بيت المقدس (الحملة الصليبية الخامسة). وكان ذلك تطوراً خطيراً في الحروب الصليبية إذ أن مصر منذ ذلك الحين أصبحت هدفاً للصليبيين الذين أدركوا أن مصر بإمكانياتها البشرية والاقتصادية هي حصن الإسلام ومصدر الإمدادات القوية الوفيرة من الرجال والسلاح، إن استولوا عليها سهل عليهم استعادة بيت المقدس وامتلاك الشام. تجمعت جيوش ممالك أوروبا في عكا ومنها أبحرت إلى مصر ونزلت بالبر الغربي من دمياط، وخرج الملك الكامل، والد الصالح أيوب، بالجيش إلى دمياط لمواجهة الصليبيين. إلا أن القوات الصليبية نجحت في الاستيلاء على برج دمياط، ولما سمع السلطان العادل (والد الملك الكامل وجد الصالح أيوب) بما حدث، وكان وقتها مقيماً ببرج الصفر في الشام، دق بيده على صدره أسفاً وحزناً ومرض ومات بعد بضعة أيام. بموت العادل خلص ملك مصر للملك الكامل محمد ووقع عليه عبء الدفاع عن مصر. بعد حصار دام نحو ستة عشر شهراً سقطت دمياط في أيدي الصليبيين فقتلوا سكانها وحولوا جامعها إلى كنيسة. ولما حاول الصليبيون التقدم داخل الأراضي المصرية حاصرهم المسلمون من كل الجهات حتى لحقت بهم الهزيمة فطلبوا الأمان مقابل رحيلهم عن دمياط. وسلمت دمياط للمسلمين في 8 سبتمبر 1221م/ 19 رجب سنة 618هـ، ودخلها الملك الكامل على رأس أخوته وقواده وأجناده. وعقدت هدنة مداها ثمانية أعوام بين المسلمين والصليبيين.

### الحملة الصليبية السادسة ومعاهدة السلام

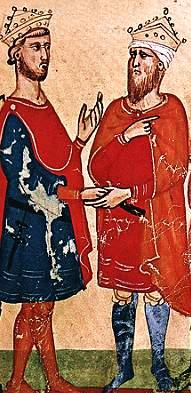
الملك الكامل تحالف مع فردريك

في سنة 1227م/624هـ ساءت العلاقات بين الملك المعظم عيسى صاحب دمشق، وبين أخويه الملك الكامل محمد والملك الاشرف موسى. وطلب الملك المعظم مساعدة جلال الدين خوارزم شاه ملك دولة الخوارزمية ضد أخويه، فسعى الملك الكامل إلى إقامة حلف مع فردريك الثاني إمبراطور الإمبراطورية الرومانية المقدسة وملك صقلية لمواجهة تهديد أخيه المتحالف مع الخوارزمية في الشرق، ولأنه من جهة ثانية كان يدرك صعوبة موقفه في حالة مهاجمة البلاد عن طريق حملة صليبية جديدة بينما هناك نزاع قائم بينه وبين أخيه الذي ساعده خلال الحملة الصليبية الخامسة. في سنة 1228م / 625هـ خرج فردريك الثاني على رأس حملة صليبية صغيرة قوامها 600 فارس فقط - مما يوضح أنه لم يكن يجهز لحرب حقيقية - ونزل عكا (الحملة الصليبية السادسة)، فأرسل إليه الملك الكامل رسوله فخر الدين يوسف بن الشيخ للتفاوض على عقد معاهدة بينهما.
في 18 فبراير 1229م تم توقيع معاهدة سلام مدتها عشر سنوات تقضي بتسليم بيت المقدس وبيت لحم والناصرة لفردريك بشرط ألا يقيم الصليبيون في بيت المقدس حصوناً أو قلاعاً، وأن تبقى منطقة المسجد الأقصى في أيدي المسلمين، وأن يتعهد فردريك بمحالفة الملك الكامل ضد جميع أعدائه حتى ولو كانوا صليبيين، وأن يضمن فردريك عدم وصول إمدادات صليبية إلى الإمارتين الصليبيتين أنطاكية وطرابس. وفي 17 مارس 1229م دخل فردريك الثاني بيت المقدس في حماية قواته الألمانية والإيطالية، وسلمه شمس الدين قاضي نابلس مفتاح المدينة نيابة عن السلطان الكامل. وثارت ثائرة كل من المسلمين والصليبيين على حد سواء. وراح الواعظ والمؤرخ سبط بن الجوزي يشهر بالملك الكامل في دمشق، ورفض الصليبيون التعاون مع فردريك باعتباره مسالماً للمسلمين، وخارجاً عن الكنيسة الكاثوليكية ومحروماً منها عن طريق جريجوري التاسع بابا الكنيسة الكاثوليكية.

### زوال الدولة الخوارزمية ووفاة السلطان الكامل

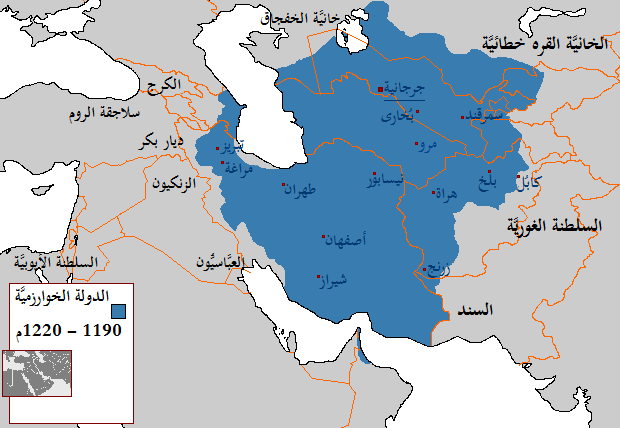
الدولة الخوارزمية ما بين 1190م و1220م

بينما تلك الأحداث تجري في مصر كان المغول يتقدمون نحو حدود العالم الإسلامي الشرقية ، وبحلول سنة 1228م/625هـ كان المغول قد دخلوا أراضي الدولة الخوارزمية - الجبهة الأولى للعالم الإسلامي - ويتقاتلون في معارك دموية طاحنة مع جيش جلال الدين خوارزم شاه، بتحريض من الخليفة العباسي في بغداد أبو العباس أحمد الناصر لدين الله الذي استعان بالمغول ضد السلطان خوارزمشاه وأغراهم به،  وظلت المعارك تتواصل بين المغول والخوارزمية إلى أن إنهزم جلال الدين بالكامل في سنة 1230م/ 628هـ وقتل وانتهت دولته، وتشتت الخوارزمية وتمزقوا كل ممزق  وتحول جنودهم الذين تشردوا إلى مرتزقة يعرضون خدماتهم على ملوك المنطقة الإسلامية المجاورة. وفتحت الجبهة الشرقية للعالم الإسلامي على مصراعيها أمام جحافل المغول الذين لم يتبق لهم سوى دخول بغداد والتوغل في الأراضي العربية.
في سنة 1235م/ 633 هـ توجه السلطان الكامل ومعه أخوه الملك الأشرف موسى صاحب دمشق إلى الشرق وهزما الروم وفتحا حران والسويداء والرها وقطينا، ثم عاد الكامل إلى مصر وسلم جميع بلاد الشرق لابنه الملك الصالح نجم الدين أيوب، مما أغضب الأشرف الذي كتب إلى الكامل يقول: «أخذت الشرق مني واعطيته لولدك. وقد افتقرت. وإيش هي دمشق إلا بستان؟ ومالي فيها رزق». فأرسل الكامل إليه عشرة آلاف دينار ولكن الاشرف ردها إليه قائلاً: «أنا أعطي هذا أمير عندي». واتفق الأشرف مع ملوك حماة وحلب وغيرها على الانتقام من السلطان الكامل. إلا أن الأشرف مات بعد ذلك بقليل، وتملك دمشق أخهه الملك الصالح عماد الدين إسماعيل، فترك السلطان الكامل ابنه الملك العادل نائباً عنه في مصر وسار بالأجناد المصرية إلى الشام وحاصر دمشق ودخلها، ثم لحق بالأشرف في 21 رجب سنة 636 هـ. وبينما تلك الأحداث جارية شن المغول أول هجوم لهم على بغداد سنة 1237م/635هـ ولكنهم فشلوا في الاستيلاء عليها.

## صراعات الصالح أيوب مع ملوك بني أيوب
توفى السلطان الكامل تاركاً ابنه العادل في مصر وابنه الصالح أيوب في بلاد الشرق. وكان الصالح أيوب وقت وفاة أبيه ينازل الرحبة للاستيلاء عليها بمساعدة الخوارزمية، بعد أن كان قد استولى على سنجار ونصيبين والخابور، وكانت الرحبة تابعة للملك المجاهد أسد الدين شيركوه صاحب حمص، فلما علم الخوارزمية بوفاة السلطان الكامل طمعوا في الرحبة وأرداوا أخذها لأنفسهم، فخرجوا عن طاعته، وهموا بالقبض عليه، ففر منهم إلى سنجار، فحاصره هناك الملك الرحيم بدر الدين لؤلؤ صاحب الموصل وأراد القبض عليه ونقله إلى بغداد في قفص حديد لشدة كراهيته له، فأرسل الصالح أيوب إلى ابنه المغيث فتح الدين الذي كان هو الآخر قد فر إلى حران خوفاً من الخوارزمية، وطلب منه استمالة الخوارزمية وإحضارهم إلى سنجار. ونجح المغيث وقاضي سنجار بدر الدين في استمالة الخوارزمية بعد أن أكدا لهم أن الصالح أيوب سيمنحهم سنجار وحران والرها، فذهبوا معهما إلى سنجار وفر بدر الدين لؤلؤ بعسكر الموصل. قويت شوكة الصالح أيوب بعودة الخوارزميه إليه وسيرهم إلى آمد لمساعدة ابنه المعظم غياث الدين توران شاه الذي كان محاصراً هناك عن طريق عسكر السلطان كيخسرو صاحب الروم. ونجح الخوارزمية في إبعاد الروم عن آمد وانتقل الصالح أيوب من سنجار إلى حصن كيفا.

### تنصيب العادل سلطاناً وتقسيم الشام
اتفق الأمراء، ومن بينهم عماد الدين إسماعيل والناصر داود، على تنصيب الملك العادل سلطاناً على مصر. أما الشام فقد تقاسمها أخوته وأقاربه من بني أيوب، فصارت دمشق من نصيب الملك الجواد مظفر الدين، وحلب من نصيب الملك الناصر صلاح الدين يوسف، وحمص من نصيب الملك المجاهد أسد الدين شيركوه، وحماه من نصيب الملك المظفر تقي الدين محمود، وبعلبك من نصيب الملك الصالح عماد الدين إسماعيل، والكرك من نصيب الملك الناصر داود. ثم اتفق الملك الجواد مع الصالح أيوب على مقايضة دمشق بسنجار وعانة من بلاد الشرق. وكان من أسباب ذلك خوف الملك الجواد من الملك الصالح عماد الدين إسماعيل. ودخل الصالح أيوب دمشق في الأيام الأولى من شهر جمادي الآخرة سنة 636 هـ/1238م.

### اعتقال الصالح أيوب

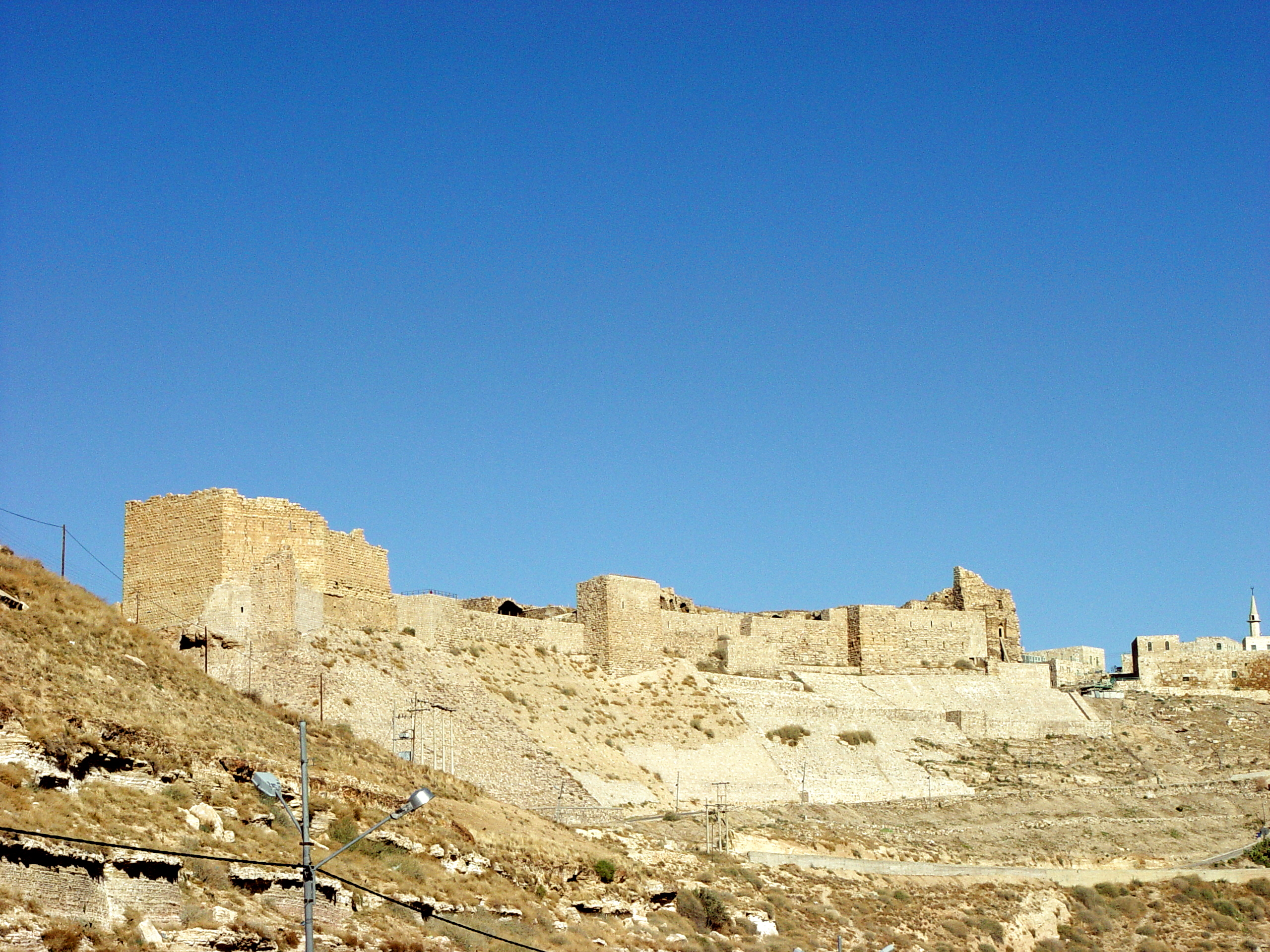
احتجز الصالح أيوب مع شجر الدر وابنهما خليل ومملوكه ركن الدين بيبرس الصالحي في قلعة الكرك

في سنة 636هـ طلب كبار أمراء مصر من الصالح أيوب الحضور إلى القاهرة لتملك البلاد بدلاً من أخيه الملك العادل. وكان الأمراء لا يحبون الملك العادل لانشغاله في اللهو وتقريبه لرفاقه من صغار السن الذين كان يأخذ بآرائهم في إدارة الدولة ويغدق عليهم بالإقطاعات والأموال. ولما وردت الأخبار بعزم الصالح أيوب المسير إلى القاهرة، خرج من مصر بضعة أمراء بأتباعهم وأجنادهم للانضمام إليه. واستولى الصالح على نابلس والأغوار وأعمال القدس والسواحل، ومنح الأمراء المنشقين على الملك العادل نابلس وأعمالها. وانزعج الملك العادل انزعاجاً شديداً وتأهب لمحاربته، وانضم إليه الملك الناصر داود صاحب الكرك. ولكن الخليفة العباسي أرسل رسالة إلى الصالح أيوب يطلب فيها منه أن يتصالح مع أخيه العادل حقناً للدماء، فأجل الصالح ذهابه إلى مصر احتراماً للخليفة.
في سنة 1239م/637 هـ، بينما كان الصالح أيوب في نابلس، هجم الملك الصالح عماد الدين إسماعيل، عم الصالح أيوب، على دمشق وملكها بالاتفاق مع الملك المجاهد صاحب حمص، والأمير عز الدين صاحب صرخد (جد المؤرخ ابن أيبك الدواداري) واعتقل المغيث بن الصالح أيوب. ولما علم الصالح أيوب أن عمه الملك الصالح عماد الدين إسماعيل قد خان العهود واستولى على دمشق في غيبته توجه إليها لحماية قلعتها، ولكن بعد أن وصلها علم بأن القلعة قد سقطت في يد الملك الصالح عماد الدين، فقرر العودة إلى نابلس، ولما علم عسكر الصالح أيوب ومماليكه ورفاقه أنه قد فقد دمشق وزال أمره فارقه منهم عدد كبير وذهبوا إلى دمشق، ولم يبق معه سوى بضعة أمراء ونحو الثمانين من مماليكه. واستجار الملك الصالح بإبن عمه الناصر داود صاحب الكرك، فأرسل الناصر داود إليه بعض الأمراء على رأس ثلاثمائة فارس بزعم حمايته ولكنهم قبضوا عليه بعد عدة أيام هو وجاريته شجر الدر بعد أن تخلصوا ممن بقي معه من مماليكة عن طريق إرسالهم إلى مكان آخر زعموا أن الصليبيين قد نزلوا فيه.
نقل الصالح أيوب إلى الكرك مع شجر الدر التي كانت قد أنجبت منه في غضون ذلك ابنهما خليل، وحجز الثلاثة هناك في القلعة، ومعهم مملوكه ركن الدين بيبرس الصالحي، وهو ليس الظاهر بيبرس الذي تسلطن فيما بعد.
باعتقال الصالح أيوب في الكرك اطمئن أخوه السلطان العادل على عرشه في مصر فزينت القاهرة ووزعت الحلوى بتلك المناسبة، وأرسل العادل إلى الملك الناصر داود في الكرك يطلب منه إرسال أخيه الصالح أيوب إليه في قفص حديد مقابل منحه أربعمائة ألف دينار وفوقهم دمشق. فرد عليه الناصر داود برسالة تقول: «وصل كتاب السلطان، وهو يطلب أخاه إلى عنده في قفص حديد، وأنك تعطيني أربعمائة ألف دينار مصرية، وتأخذ دمشق ممن هي بيده وتعطيني إياها، فأما الذهب فهو عندك كثير، وأما دمشق فإذا أخذتها ممن هي معه، وسلمتها إلي، سلمت أخاك إليك، وهذا جوابي والسلام». ولما وصل العادل رد ابن عمه الناصر داود أمر بالتجهيز للخروج إلى الشام للاستيلاء على دمشق التي كانت في يد عمه الملك عماد الدين إسماعيل. أطلع الناصر داود ابن عمه الصالح أيوب على كتاب أخيه العادل، وكتب له أبياتاً من الشعر ليست من تأليفه فيها: «فاصطبر وانتظر بلوغ الأماني.. فالرزايا إذا توالت تولت»، فرد عليه الصالح شاكراً، وأضاف هو الآخر أبياتاً شعرية من بينها بيت يقول: «أما ترى البحر تطفوا فوقه جيف.. ويستقر بأقصى قعره الدرر».

### تحرير القدس وإطلاق سراح الصالح أيوب

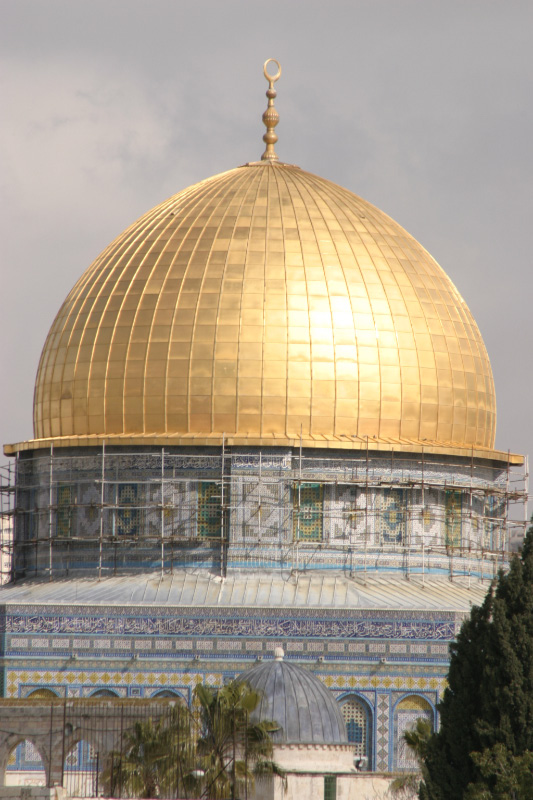
حرر الملك الناصر داود القدس في سنة 1239م/637هـ

بينما ملوك بني أيوب في صراعاتهم منشغلون قام الصليبيون ببناء قلعة في القدس، وكان هذا خروجاً على أحد شروط معاهدة الملك الكامل وفردريك الثاني، فلما بلغ الملك الناصر داود ذلك سار إلى القدس بجنود من مصر وضربها بـ المجانق واستولى عليها وأخرج الصليبيين منها في 7 ديسمبر 1239م/ 9 جمادي الأولى سنة 637 هـ، بعد أن حاصرها واحداً وعشرين يوماً. وكتب جمال الدين بن مطروح مادحاً الناصر داود حفيد الناصر صلاح الدين: «فناصر طهره أولاً.. وناصر طهره آخرا». ثم اشتبك الصليبيون مع العسكر المصري المقيم بساحل الشام فهزموا وقتل منهم الكثيرين ونقل أسراهم إلى مصر.
لم يعط السلطان العادل دمشق للملك الناصر داود، ولم يرسل الناصر داود الصالح أيوب إلى السلطان العادل، وتعقدت الأمور بينهما وازدادت علاقتهما ببعضهما البعض سوءا، ولم تنجح محاولات إقامة صلح بينهما من جهة، وبينهما وبين الملك عماد الدين إسماعيل من جهة آخرى. ثم أرسل الملك المظفر تقي الدين محمود صاحب حماة رسالة إلى الخوارزمية نقلها إليهم جمال الدين بن مطروح، يستحثهم فيها على مناصرة الملك الصالح أيوب ضد أخيه السلطان العادل، ومع الرسالة وضع رسالة آخرى من الملك الناصر داود كتب فيها: «إني لم أترك الملك الصالح بالكرك إلا صيانة لمهجته، خوفاً عليه من أخيه الملك العادل، ومن عمه الملك الصالح عماد الدين، وسأخرجه وأملكه البلاد، فتحركوا على بلاد حلب، وبلاد حمص».
بعد سبعة شهور من احتجاز الصالح أيوب بقلعة الكرك أطلق الملك الناصر داود سراحه بعد أن حلفه أن يأخذ له دمشق وحمص وحماة وحلب والجزيرة والموصل وديار بكر وأن يعطيه نصف مصر ونصف ما في خزائن ملوك تلك الأقاليم. وعن هذا حكى الصالح أيوب فيما بعد قائلاً: «فأخرجني في آخر شهر رمضان، وحلفني على أشياء ما تقدر عليها ملوك الأرض... فحلفت له من تحت القهر والسيف، والله مطلع على ضميري». ولما علم الملك الصالح عماد الدين في دمشق والسلطان العادل في مصر ما فعله الناصر داود عزما على قتاله وخرج العادل من مصر إلى بلبيس، وهناك انقلب عليه الأمراء، وقبضوا عليه وأرسلوا إلى الصالح أيوب يستعجلون حضوره إلى مصر، فسار إليها مع الناصر وعسكر الكرك. في 24 ذي القعدة سنة 637 وصل الصالح أيوب إلى بلبيس ونزل في خيمة العادل المعتقل. وفي باكر صباح اليوم التالي دخل الصالح أيوب القاهرة. أما الناصر داود فقد عاد من بلبيس إلى الكرك وقام بتسليم القدس للصليبيين.

## سلطنة الملك الصالح نجم الدين أيوب
عاد الصالح أيوب إلى القاهرة وجلس على عرش مصر بتأييد من أكابر الأمراء ومماليك والده (المماليك الكاملية)، وخطب له في المساجد، وزينت البلاد وقلعة الجبل وسر الناس لما عرفوه عنه من نجابة وشهامة. وكشف السلطان الصالح أيوب بيت المال والخزانة السلطانية فلم يجد سوى دينار واحد وألف درهم، فطلب القضاة والامراء الذين قبضوا على العادل وسألهم عن سبب قبضهم عليه فأجابوا: «لأنه كان سفيهاً»، فسألهم : «يا قضاة السفيه يجوز تصرفه في بيت مال المسلمين ؟» فلما أجابوا بالنفي قال لهم: «أقسم بالله متى لم تحضروا ما أخذتم من المال، كانت أرواحكم عوضه» فخرجوا وعادوا بمبلغ كبير من المال، فتركهم ولكنه قبض عليهم واحد تلو الآخر فيما بعد. ولما أحس الصالح أن الامراء والمماليك الأشرفية (مماليك عمه الملك الأشرف موسى) يتآمرون عليه قبض على عدد منهم من بينهم مقدمهم أيبك الأسمر. وشرع الصالح في تنظيم أمور دولته وتقوية مماليكه، وبدأ في تشييد مقر جديد له في جزيرة الروضة فأقام فيها الدور السلطانية والأسوار، ولما اكتملت انتقل إليها من قلعة الجبل وسكنها مع أهله وحرمه ومماليكه.
أما في الشام فقد نشب صراع بين الصالح إسماعيل صاحب دمشق والناصر داود صاحب الكرك وطلب الصالح إسماعيل من الصليبيين مساعدته في مقابل تسليمهم جميع ما فتحه صلاح الدين الايوبي. ثم تطور ذاك الصراع إلى إقامة حلف مناهض للصالح أيوب في مصر، وكان من ضمن ذاك الحلف الناصر داود صاحب الكرك والصالح إسماعيل صاحب دمشق والملك المنصور إبراهيم صاحب حمص. وإلى هذا الحلف انضم الصليبيون الذين وعدهم الملوك المتحالفون معهم بتسليمهم جزء من مصر بعد هزيمة الصالح أيوب. ومنح الصالح إسماعيل الصليبيين صفد وشقيف ونصف صيدا وطبرية وسائر بلاد الساحل، كما سمح لهم بدخول دمشق وشراء السلاح منها، مما أغضب المسلمين، فأفتى الشيخ العز بن عبد السلام  بتحريم بيع السلاح للصليبيين وقطع الدعاء للصالح إسماعيل في جامع دمشق فعزله الصالح إسماعيل فسار إلى مصر حيث ولاه الصالح أيوب الخطابة بـجامع عمرو بن العاص وقلده قضاء مصر والوجه القبلي.
في سنة 641 هـ تسلم الصليبيون طبرية وعسقلان من الحلف المناهض للصالح أيوب، وتمكنوا من الصخرة بالقدس وجلسوا فوقها يحتسون الخمر وعلقوا جرسا على المسجد الأقصى. عندئذ كاتب السلطان الصالح أيوب الخوارزمية في بلاد الشرق وطلب منهم الحضور إلى مصر لمعاونته في محاربة الملوك الذين تحالفوا مع الصليبيين وسلموهم أراض المسلمين.
في نفس السنة دخل المغول بلاد الروم وهزموا السلطان غياث الدين كيخسرو وأستولوا على مملكته وعلى سيواس وقيسارية، وفر غياث الدين إلى القسطنطينية. أما بدر الدين لؤلؤ صاحب الموصل الذي خضع بإرادته للمغول فقد راح يجبي المال من أهل الشام لصالح المغول. وراح المغيث عمر صاحب الكرك يتصل بهم ويرسل الرسل إليهم طالباً السماح له بالدخول في طاعتهم ، هذا والخليفة العباسي المستعصم بالله في بغداد يسالمهم ويرسل لهم الهدايا والأموال ويقلص عدد جنود جيشه ظناً منه أن ذلك سيحميه ويحمي بغداد منهم.

## معركة غزة وتحرير القدس
عبر الخوارزمية نهر الفرات في نحو عشرة آلاف مقاتل يقودهم الأمير حسام الدين بركة خان مع عدة من الأمراء واقتحموا بعلبك وغوطة دمشق فتحصن الصالح إسماعيل بدمشق. ثم هاجم الخوارزمية القدس وقتلوا أعداداً من الصليبيين، ومنها ساروا إلى غزة وأرسلوا للصالح أيوب يعرفونه بقدومهم فرحب بهم وسمح لهم بالإقامة في غزة وأرسل إليهم خيولا وأموالا.
وجهز الصالح أيوب جيشاً تحت قيادة الأمير ركن الدين بيبرس الصالحي أحد مماليكه الأخصاء والذي كان معه في الكرك وقت احتجازه (وهو ليس الظاهر بيبرس الذي تسلطن فيما بعد ). وخرج الجيش بقيادة بيبرس إلى غزة حيث انضم للخوارزمية. أما في الشام فقد جهز الصالح إسماعيل عسكر دمشق يقودهم الملك المنصور صاحب حمص. وانضمت إليه قوات من الكرك والعربان يقودها الظهير بن سنقر الحلبي والوزيري، والقوات الصليبية القادمة من عكا والتي كانت تضم فرسان المعبد (الداوية) والاسباترية وفرسان التيوتون الألمان وفرسان القديس لازاروس وجيش بيت المقدس بقيادة «والتر الرابع» و«ارماند دو بريجورد» و«فيليب منوتفورت»، ورفع الصليبيون الصلبان فوق رؤوس عسكر الشام وساروا جميعاً بحلفهم نحو مصر والقساوسة يباركونهم.
في 17 أكتوبر 1244م / 13 جمادي الأولى 642 هـ اصطدم الجمعان في شمال شرقي غزة في معركة عرفت أيضاً باسم معركة هربيا أو معركة لافوربي (La Forbie). وكان الصليبيون في ميمنة جيش الشام بأكبر جيش دفعوا به إلى ميدان القتال منذ معركة حطين ، وفي الميسرة عسكر الكرك والعربان، وفي القلب المنصور صاحب حماة. وهجم الخوارزمية علي العسكر الشامي بينما تصدى المصريون للصليبيين، وانهزم المنصور وفر الوزيري وأسر الظهير الحلبي، وأحيط بالصليبيين الذين حصر جيشهم بين الخوارزمية والمصريين  ولم يفلت منهم أحد إلا من تمكن من الفرار، وقدر عدد القتلى من الصليبيين بأكثر من 5000 قتيل ، من بينهم مقدم الداوية ورئيس أساقفة صور وأسقف الرملة. وانهزم الحلف الشامي-الصليبي هزيمة منكرة خلال عدة ساعات فقط ، وفر المنصور إلى دمشق. ووصلت بشارة النصر إلى الملك الصالح أيوب في 15 جمادي الأول فزينت القاهرة وقلعتا الجبل والروضة، وسيق الأسرى إلى القاهرة، وكان من بينهم كونت يافا ومقدم الاسباترية ، وطيف بهم في الشوارع وهم محملين على الجمال. واستخدم الصالح أيوب الأسرى الصليبيين في إكمال تشييد جزيرة الروضة.
أما بيبرس فقد انطلق إلى عسقلان التي حوصرت عن طريقه براً وعن طريق السفن المصرية من البحر ، ودخلت القوات القدس وحررتها - ولم يتمكن الصليبيون منذ ذاك اليوم الاستيلاء على القدس مرة آخرى - كما دخلت الخليل وبيت جبرين والأغوار. ثم أرسل الصالح أيوب جيشاً إلى دمشق تحت قيادة معين الدين الحسن بن شيخ.وتحصن الصالح إسماعيل والمنصور إبراهيم وحاصرت القوات دمشق، فأرسل الصالح إسماعيل إلى معين الدين سجادة وإبريق وعكاز ومعها رسالة تقول : «اشتغالك بهذا أولى من اشتغالك بحرب الملوك وأبناء الملوك». فارسل إليه معين الدين جنكا  وزمرا وغلالة  من حرير أحمر وأصفر، ومعها رد يقول : «السجادة والإبريق والعكاز يليقون بي، وأنت أولى بالجنك والزمر والغلالة»، واستمر الحصار.
جرت مفاوضات بين معين الدين والصالح إسماعيل، وتقرر أن يقوم الصالح إسماعيل بتسليم دمشق على أن يخرج منها سالماً هو والمنصور بأموالهم، وأن يعوض الصالح إسماعيل ببعلبك وبصرى ومواضع آخرى، وأن يعوض المنصور بحمص وتدمر والرحبة. وبهذا الاتفاق غادر الصالح إسماعيل والمنصور إبراهيم دمشق فدخلها معين الدين في 8 جمادي الأولى سنة 643 هـ، وخطب للسلطان الصالح أيوب في مساجدها. وعين الأمير حسام الدين أبي علي الهذباني نائباً للسلطان في دمشق.
وصلت أنباء استرداد القدس إلى أوروبا، وكان لذلك صدى يشبه صدى هزيمتهم أيام

## انقلاب الخوارزمية على السلطان الصالح أيوب
مع معيفتحدالقدس  مشق حفاظاً عليها، ومنحهم الساحل عوضاً عنها. ولما علم الصالح أيوب بأن معين الدين قد عوض الصالح إسماعيل ببعلبك والخوارزمية بالساحل غضب وقبض على بعض الأمراء الذين كانوا مع معين الدين في دمشق. وبعد أن وصل الخوارزمية إلى الساحل بدءوا يشعرون أن الصالح أيوب لم يكافئهم بالدرجة التي توقعوها فقرروا الخروج عن طاعته. سار الخوارزمية إلي داريا ونهبوها، وأرسلوا إلى ركن الدين بيبرس في غزة يحثونه على الانضمام إليهم، فوافق وذهب إليهم، وكانت أمه خورازمية فبقي معهم وتزوج منهم. وكاتب الخوارزمية الناصر داود صاحب الكرك والصالح عماد الدين إسماعيل وأقاموا معهما حلفاً ضد الصالح أيوب.
قام الخوارزمية والصالح إسماعيل بمحاصرة دمشق وقطعوا عنها الميرة، مما أدى إلى معاناة سكانها ووقوع مجاعة بها حتى راح الناس يأكلون القطط والكلاب. وفي مواجهة ذلك قام الصالح أيوب بإقامة تحالف مع المنصور إبراهيم صاحب حمص والناصر صلاح الدين يوسف صاحب حلب لمحاربة الخوارزمية. وتمكن الصالح أيوب من إعادة مملوكه ركن الدين بيبرس إلى مصر وسجنه ولم يظهر بعد ذلك.
خرج الصالح أيوب من مصر بجيشه والملك المنصور من حمص بجيش حلب، فلما علم الخوارزمية بذلك رحلوا عن دمشق لمحاربة الملك المنصور. والتقى الجمعان بظاهر حمص في أول محرم سنة 644هـ، فانهزم الخوارزمية وقتل مقدمهم بركة خان وتشتتوا وتبدد شملهم، ومنهم من التحق بالمغول ومنهم من فر إلى البلقاء ودخل في خدمة الملك الناصر داود بالكرك فقويت شوكته بهم. وفر الصالح إسماعيل إلى حلب. ثم خرج نائب السلطان الأمير حسام الدين الهذباني من دمشق واستولى على بعلبك واعتقل الملك المنصور نور الدين ابن الصالح إسماعيل ونقله إلى القاهرة التي أقيمت بها الزينات فرحة بأخذ بعلبك، إذ أن الصالح أيوب كان مهتماً بأخذ بعلبك عن أخذ دمشق نظراً لموقعها. وأرسل الصالح أيوب إلى الملك الناصر يوسف صاحب حلب يطلب منه تسليمه الصالح إسماعيل، إلا أن الملك الناصر يوسف رفض. ثم خرج الصالح أيوب لمحاربة الكرك والتقى بعسكر الكرك ومعهم الخوارزمية عند الصلت في 17 ربيع الآخر 644هـ فهزمهم، وفر الناصر داود مع من بقي منه من عسكره إلى الكرك. وسير الصالح أيوب الأمير فخر الدين يوسف إلى البلقاء فاستولى عليها ثم مرض وعاد إلى القاهرة واستولى عسكره على بصرى.
في 17 ذي القعدة 644هـ دخل الصالح أيوب دمشق التي زينت له ثم ذهب إلى بعلبك ومنها إلى بصرى ثم دخل القدس وتصدق فيها بألفي دينار مصرية وأمر بتعمير سورها ثم أخذ عسقلان وعاد إلى مصر.
في سنة 646 هـ خرجت عساكر الملك الناصر يوسف صاحب حلب بقيادة شمس الدين لؤلؤ والملك الصالح إسماعيل لأخذ حمص، التي كان صاحبها الملك المنصور قد توفى في غضون ذلك وصارت في ولاية ابنه الأشرف. وقام الأشرف بتسليم حمص للناصر يوسف الذي منحه تل باشر عوضاً عنها. فذهب الصالح أيوب إلى دمشق وأرسل الأمير فخر الدين بن شيخ الشيوخ إلى حمص فحاصرها ورماها بالمنجنيق، ثم عقد الصلح بين السلطان الصالح أيوب والملك الناصر يوسف بوساطة الخليفة في بغداد، فرحل عنها فخر الدين. وفي نفس السنة طلب الناصر داود تسليم الكرك إلى الصالح أيوب على أن يعوضه بالشوبك فوافق الصالح أيوب وأرسل من يتسلمها. ولكن بعد أن علم الناصر داود أن الصالح أيوب يعاني من شدة المرض وأن الصليبيين في حركة لمهاجمة مصر رفض تسليم الكرك.

## الحملة الصليبية السابعة ووفاة السلطان الصالح أيوب
عندما وردت الأنباء بحركة الصليبيين لمهاجمة مصر، عاد الصالح أيوب إلى مصر من دمشق محمولاً على محفة لشدة مرضه ونزل في أشموم طناح على البر الشرقي من الفرع الرئيسي للنيل. ويقال أن الإمبراطور فردريك الثاني هو الذي حذر الصالح أيوب  واخبره في رسالة جاء فيها عن لويس التاسع: «إنه قد وصل في خلق كثير، وقد اجتهدت غاية الاجتهاد على رده عن مقصده وخوفته، فلم يرجع لقولي، فكن منه على حذر» 
بعد هزيمة الصليبيين في معركة غزة 1244م قرر الصليبيون تجهيز حملة كبيرة ضد مصر لإخراجها من الصراع على بيت المقدس والشام. في عام 1245، أثناء انعقاد مجمع ليون الكنسي الأول، وبحضور روبرت بطريرك بيت المقدس، منح بابا الكاثوليك اينوسينت الرابع تأييده الكامل للحملة الصليبية السابعة التي كان يجهز لها ملك فرنسا لويس التاسع وقام بابا الكاثوليك وملوك أوروبا بالترويج للحملة وفرض الضرائب وجمع الأموال لتمويلها.
في 24 جمادى الأولى 646 هـ/ 25 أغسطس 1248م أبحرت سفن الحملة من فرنسا بقيادة لويس التاسع، وبعد أن توقفت في قبرص لنحو سنة، توجهت إلى مصر وأنزلت جنودها على بر دمياط في فجر السبت 22 صفر 647 هـ/ 5 يونيو 1249. وأرسل لويس كتاباً إلى السلطان الصالح أيوب يهدده ويتوعده ويطلب منه الاستسلام  (رسالة لويس التاسع إلى الصالح أيوب ). بعد أن قرئ كتاب لويس على الصالح أيوب، الذي كان يعاني من مرض قاتل، اغرورقت عيناه، ورد عليه محذراً إياه من مغبة عدوانه وغروره، وينبئه بأن بغيه سيصرعه وإلى البلاء سيقلبه (رسالة السلطان الصالح أيوب إلى لويس التاسع )

### استيلاء الصليبيين على دمياط
كان الصالح أيوب قد استعد لمواجهة الصليبيين، فحصن دمياط وشحنها بالسلاح والمؤونة والأجناد، وأمر نائبه بالقاهرة الأمير حسام الدين بن أبي علي بتجهيز الأسطول، وأرسل الأمير فخر الدين يوسف بن شيخ الشيوخ على رأس جيش كبير ليعسكر في البر الغربي لدمياط حتى يواجه الفرنج إذا قدموا. اصطدمت قوات الفرنج الغازية بالمسلمين على البر وفي النهاية اضطر المسلمون للتراجع، وفي المساء انسحب الأمير فخر الدين إلى معسكر السلطان في «أشموم طناح»، تاركاً دمياط بكل مافيها من سلاح ومؤونة وأقوات، بعد أن ظن أن السلطان الصالح أيوب قد توفى ، ففر السكان ومعهم العربان الذين كانوا قد وكلوا بالدفاع عن المدينة. دخل الصليبيون دمياط بدون التعرض لمقاومة تذكر فاحتلوها وحصنوا أسوارها وحولوا جامعها إلى كاتدرائية، ونصبوا أسقفاً عليها. صدم المسلمون من سقوط دمياط وحنق السلطان الصالح أيوب على الأمير فخر الدين وقال له: «أما قدرتم تقفون ساعة بين يدي الفرنج؟» وأمر بإعدام نحو خمسين من أمراء العربان.
أمر الصالح أيوب بإرسال الشواني بالمحاربين والسلاح إلى جبهة القتال، وأعلن النفير العام في البلاد وراحت المساجد تحرض الناس على الجهاد مرددة «انفروا خفافا وثقالا، وجاهدوا في سبيل الله بأموالكم وأنفسكم، ذلكم خير لكم إن كنتم تعلمون»  فهرول الناس من كافة أنحاءالبلاد إلى المنصورة لأجل الجهاد ضد الغزاة. وشن المجاهدون حرب عصابات على الصليبيين وأصابوهم بخسائر فادحة.
في 20 نوفمبر 1249م، بعد نحو ستة أشهر من احتلال دمياط ، قرر الصليبيون المسير نحو القاهرة فخرجوا من دمياط وتقدموا جنوباً نحو المنصورة ومعهم شوانيهم في بحر النيل، حتى وصلوا في 21 ديسمبر  إلى ضفة بحر أشموم (يعرف اليوم بالبحر الصغير)،  وهناك حصنوا الصليبيون مواقعهم بالأسوار، وحفروا الخنادق، ونصبوا المجانيق ليرموا بها جيش المسلمين، ونشب قتال عنيف بين الصليبيين والمسلمين في البر ومياه النيل. حاول الصليبيون إقامة جسر ليعبروا عليه إلى المسلمين ولكن المسلمين ظلوا يمطرونهم بالقذائف.

### وفاة السلطان الصالح أيوب

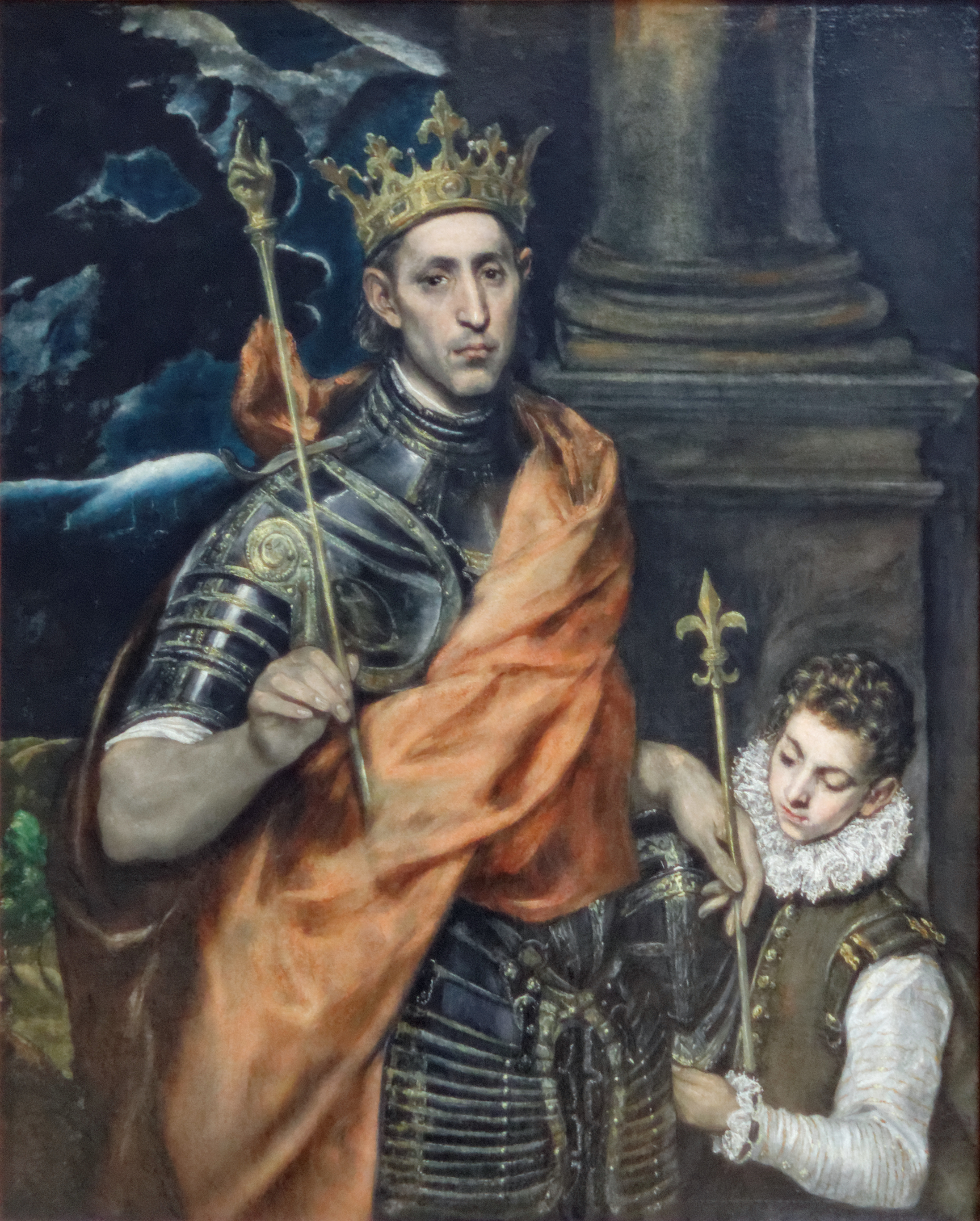
لويس التاسع ملك فرنسا أسر في فارسكور

| الصالح أيوب | وإن عجزت عن الإنتصار وطلب منك العدو الساحل وبيت المقدس وغزه وغيرهم اعطيهم ولا تتوقف على ان لايكون لهم في ديارنا المصرية قعر قصبة. -الملك الصالح نجم الدين أيوب مخاطبا ابنه في وصيته | الصالح أيوب |

في 15 شعبان 647 هـ/ 23 نوفمبر 1249م، بينما الحرب مشتعلة بين المسلمين والصليبيين، توفى السلطان الصالح أيوب وهو في الرابعة والأربعين، تاركاً البلاد بلا حاكم ، بعد أن حكمها تسع سنين وثمانية أشهر وعشرين يوما. نقلت شجر الدر جثمان زوجها الصالح أيوب سراً في تابوت نقلته في حراقة من المنصورة إلى قلعة جزيرة الروضة ، وأخفت خبر وفاته، وأدارت البلاد بالاتفاق مع الأمير فخر الدين يوسف أتابك العسكر والطواشي جمال الدين محسن رئيس القصر. وأرسلت الأمير فارس الدين أقطاي الجمدار زعيم المماليك البحرية إلى حصن كيفا لإحضار ابنه توران شاه لتسلم عرش البلاد وقيادتها في حربها ضد الغزاة. إلا أن نبأ وفاة السلطان الصالح تسرب إلى الملك لويس بطريقة أو بأخرى، فتشجع الصليبيون وعبروا بحر أشموم وهجموا بغتة على معسكر المسلمين في «جديلة» حيث قتل الأمير فخر الدين  وتقهقرت القوات إلى المنصورة. وتسلم فارس الدين أقطاي الجمدار قيادة الجيش. ولما حاول الصليبيون دخول المنصورة خرج عليهم المماليك وهم يصيحون كالرعد القاصف  ومعهم العوام والأهالي، وأخذوهم بالسيوف من كل جانب.
انهزم الصليبيون وتحصنوا داخل معسكرهم ثمانية أسابيع على أمل معاودة الكرة، إلا أن توران شاه وصل إلى مصر، وأعلنت شجر الدر رسمياً، في شوال 647هـ، نبأ وفاة زوجها السلطان الصالح أيوب ، وتمت محاصرة الصليبيين الذين اضطروا في النهاية للجؤ للفرار نحو الشمال إلى دمياط فتبعهم المماليك والمجاهدين وقضوا عليهم عند فارسكور، وأسر ملكهم لويس التاسع مع عدد كبير من أمراءه وقواده. (انظر: معركة المنصورة).
هذا في مصر، أما في الشرق فقد استمرت غارات المغول على بغداد ، بينما الخليفة المستعصم يهادنهم ويرسل لهم الهدايا، آخذاً بنصائح وزيره ابن العلقمي الذي كان على اتصال بهم، وبدر الدين لؤلؤ صاحب الموصل خاضع لوصايتهم ويجبي لهم الأموال عن طيب خاطر.

### دفن الصالح أيوب
في يوم الجمعة 27 رجب 648 هـ، في عهد السلطان عز الدين أيبك. نقل جثمان السلطان الصالح أيوب من قلعة الروضة إلى مدفنه في القبة التي بنتها له شجر الدر بجوار المدارس الصالحية في منطقة بين القصرين بالقاهرة. وقد أقيمت مراسم دفن للملك الصالح وصلى عليه بعد صلاة الجمعة، بمشاركة السلطان عز الدين أيبك، والملك الأشرف موسى وسائر المماليك البحرية والجمدارية وأرباب الدولة، ولبس كل الأمراء الزي الأبيض، وقص المماليك شعورهم تعبيراً عن الحزن، وأغلقت الأسواق، ووضع عند تربته سناجقه وبقجته وتركاشه وقوسه. وأقيم له عزاء بالدفوف في بين القصرين دام ثلاثة أيام.
أنجب السلطان الصالح أيوب من الأولاد المغيث فتح الدين عمر الذي مات في سجن قلعة دمشق وكان أكبر أولاده، والملك غياث الدين توران شاه الذي تسلطن بعده وقتله المماليك بعد أن دخل في صراع معهم وأرملة أبيه شجر الدر، والملك القاهر، وكان الأصغر، وقد مات في حياة الصالح، وأنجب ولداً من شجر الدر سماه خليلاً وقد مات صغيراً. ويصف المقريزى الملك الصالح أيوب بأنه كان ملكاً شجاعاً حازماً مهيباً، وأنه كان كثير الحياء والعفة، معرض عن الهزل ولا يصدر عنه فحش الكلام وكان إذا شتم أحداً لا يزيد عن كلمة «متخلف».

### مماليك الصالح أيوب

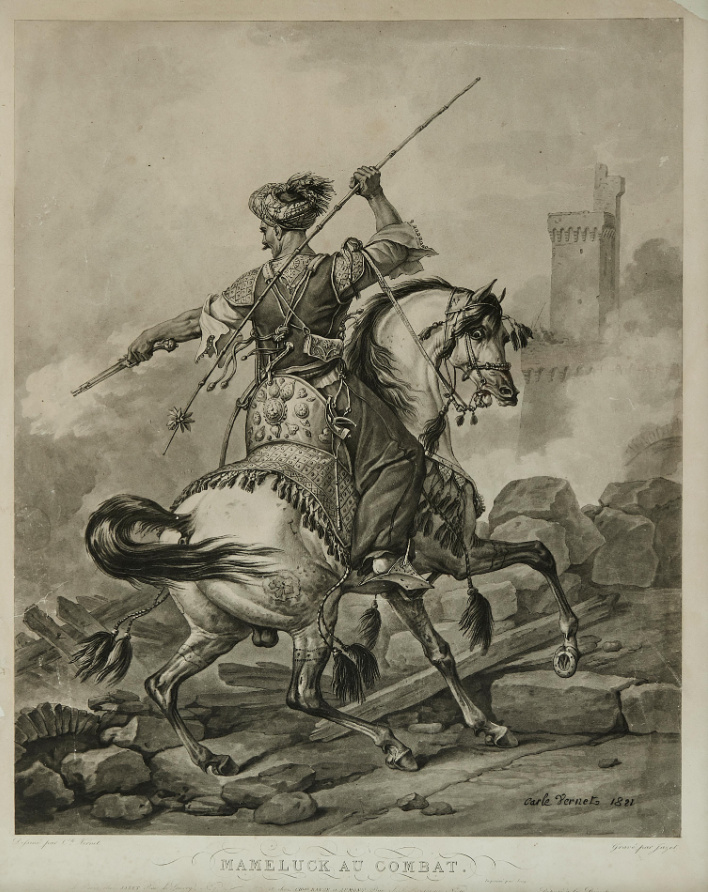
فارس مملوكي

كان المماليك موجودون في العصر الأيوبي منذ بدايته، وحتى في عهد السلطان صلاح الدين الأيوبي، ولعبوا أدواراً عسكرية وسياسية ذات أهمية، إلا أن الصالح أيوب توسع في الاستعانة بهم. فبعد تفرق عساكره عنه سنة 637 هـ ولم يبق معه سوى مماليكه حفظ لهم الجميل، فلما ملك مصر قربهم منه وأشترى غيرهم وجعلهم عماد جيشه. ولما بنى جزيرة الروضة اسكنهم معه فيها وسماهم البحرية ، وأعتق العديدين منهم وأنعم عليهم بالأمريات. وبعد انقلاب الخوارزمية عليه إزداد اعتماد الصالح أيوب على المماليك. وعرف مماليك الملك الصالح نجم الدين أيوب بالمماليك الصالحية النجمية نسبة إليه. ومع ذلك، فإن المماليك الذين أستعين بهم قبل الصالح أيوب كانوا محاربين كبار السن، أتقنوا فن الحرب وعركوا المعارك قبل أنضمامهم. أما الصالح أيوب فقد استجلب مماليك صغار السن وأقام لهم نظاماً معيشياً خاصاً يتضمن تربيتهم المدنية والحربية، فشبوا على الولاء الكامل له.
بعد هزيمة الصليبيين في المنصورة علا شأن أولاء البحرية في مصر وانبهر الناس بهم وبأعمالهم البطولية التي حفظت البلاد. وبعد معركة فارسكور دخل المماليك في صراع مع توران شاه ابن الصالح أيوب بعد أن هددهم وتنكر لأرملة أبيه شجر الدر وعاملها بما لا يليق دون أن يحفظ لها جميل صونها لعرش أبيه وتوريثه له. وانتهى الصراع بقتل المماليك لتوران شاه بعد أن حكم 40 يوماً، وبموته انكمشت دولة بني أيوب، التي حكمت نحو 86 سنة ، ولم يعد لها سوى وجود هزيل في بلاد الشام وظلت على هذا النحو حتى تلاشت بعد أن ملك المماليك مصر، وتصدوا للمغول في معركة عين جالوت وحرروا الشام منهم. كان الأيوبيون بصراعتهم الداخلية وبتحالف بعضهم مع أعداء المسلمين، الصليبيين والمغول، ضد بعضهم البعض قد أفقدهم مكانتهم ومبررات بقائهم حكاماً على بلاد المسلمين. من رحم الدولة الأيوبية ولدت الدولة المملوكية، التي زرع بذرتها الملك الصالح أيوب دون أن يقصد ، دولة فتية قوية تعتز بالإسلام وتذود عنه، ولا تفرط في حقوق المسلمين وأراضيهم.

## انجازات الصالح أيوب العمرانية
كان الصالح أيوب يحب العمارة ويشرف بنفسه على عمليات البناء ويصمم العمائر. وشيد بمصر ما لم يشيده أحد من ملوك بني أيوب. ومن ضمن ما شيده:
- قلعة الروضة : شرع الملك الصالح في تشييدها سنة 638هـ، على جزيرة الروضة تجاه مدينة الفسطاط، وأقام جسراً فخماً بين الجزيرة ومصر (المدينة). سكن فيها مع المماليك بدلاً من قلعة الجبل.[128]
- مدينة الصالحية : شرع الملك الصالح في بنائها سنة 640هـ لتكون مركزاً للجيوش المتجهة إلى الشام، وانشأ بها المساجد والاسواق والطواحين.[129]
- مسجد الصالح أيوب : أقدم مساجد المنصورة شيده الملك الصالح تقريباً سنة 640هـ وكان به استراحة للزوار من المماليك ويتصف بأنه تحفة معمارية وتم ترميمه بمعرفة وزارة الأوقاف وهو من المساجد الهامة بمدينة المنصورة ويقع بشارع الملك الصالح الشهير حالياً بشارع العباسي بالمنصورة.
- المدارس الصالحية : شرع الملك الصالح في عمارتها في عام 639هـ بمنطقة بين القصرين بالقاهرة. كانت تدرس للفقهاء المنتمين إلى المذاهب الأربعة لأول مرة في مصر.دفن الصالح أيوب بقبتها.[130]
- قصور اللوق : مجموعة قصور فخمة بناها على النيل بناحية اللوق (باب اللوق فيما بعد)[131]..
- قصر الكبش : شيده على جبل المقطم بجوار جامع ابن طولون.[127]
- منتزه الكبش : منتزه أقامه الملك الصالح على بركة الفيل فيما بين مصر والقاهرة.[132][133]

## فهرس وملحوظات
1. ↑  autori vari (2010), Istituto dell'Enciclopedia Italiana (ed.), Dizionario di Storia | al-Malik al-Salih (بالإيطالية), QID:Q84087675
2. ↑  المقريزى، السلوك، 1/402
3. 1 2  ابن إياس، 1/269
4. ↑  المقريزي، 1/441
5. ↑  أبو الفداء، سنة 647هـ
6. ↑  المقريزى، السلوك، 1/313-284
7. ↑  بعد ان اتسعت مملكة الملك العادل قام بتقسيمها على أولاده فعهد مصر إلى الملك الكامل، وأعطى المعظم شرف الدين عيسى منطقة تمتد من العريش إلى حمص، وأدخل في ولايته مدن الساحل وبلاد الغور وفلسطين والقدس والكرك والشوبك وصرخد، وأعطى الملك الأشرف مظفر الدين موسى بلاداً في الشرق من ضمنها الرها وحران، وأعطى الملك الأوحد نجم الدين أيوب خلاط بأرمينية وميافارقين ونواحيها.-(المقريزى، السلوك، 1/284)
8. ↑  المقريزى، السلوك،1 /284
9. ↑  الشيال، 2/42
10. ↑  يذكر ابن جبير الذي زار القاهرة في عهد صلاح الدين الأيوبي سنة 578هـ (1182م - 1183م): " وشاهدنا أيضاً بنيان القلعة وهو حصن يتصل بالقاهرة حصين المنعة، يريد السلطان أن يتخذه موضع سكناه، ويمد سوره حتى ينتظم بالمدينتين مصر والقاهرة.".- (ابن جبير، 23)
11. ↑  الشيال،2/83
12. ↑  Toynbee، p.447
13. ↑  ابن إياس، 1/259
14. ↑  ابن إياس، 1/261
15. ↑  عرض الصليبيون بعد بدء تقدمهم داخل الأراضي المصرية مقايضة دمياط ببيت المقدس والمدن التي حررها صلاح الدين الايوبي، وقبل الملك الكامل في أول الأمر بتسليم المدن باستثناء الكرك والشوبك لمكانتهما الحربية، لكن الصليبيون أصروا على طلباتهم. -(الشيال، 2/86)
16. ↑  الشيال،2/87-83
17. ↑  Runciman p.169/3
18. ↑  الشيال، 2/90-89
19. ↑  Amin Maalouf p.226
20. 1 2  Runciman p. 187/3
21. ↑  Amin Maalouf p.229
22. ↑  الشيال،2/90
23. ↑  أبو الفداء، سنة 616هـ
24. ↑  إصطدم المغول بالعالم الإسلامي لأول مرة سنة 1219م / 616هـ عندما أغاروا على الدولة الخوارزمية، ودخل المغول بخارى سنة 1220م، وسقطت سمرقند في أيدي المغول بعد ذلك بقليل، وفي يناير سنة 1221م بدأ حصار المغول لعاصمة خوارزم. -(قاسم، 56-55)
25. ↑  قاسم، 56
26. ↑  Curtin، p.99
27. ↑  ابن الدواداري، 7/291-289 و302
28. ↑  الشيال، 2/93
29. ↑  ابن الدواداري، 7/326-318
30. ↑  قاسم، 57
31. ↑  ابن الدواداري، 7/331-330
32. ↑  المقريزي، 1/385-384
33. ↑  ابن الدواداري، 7/332-331 و335
34. ↑  المقريزي، 1/389
35. ↑  المقريزي، 1/392-389
36. ↑  ابن الدواداري، 7/337
37. ↑  ابن تغري، سلطنة الملك الكامل
38. ↑  يذكر ابن تغري أن ركن الدين بيبرس هذا ليس الظاهر بيبرس الذي تسلطن. يقول ابن تغري:" وبيبرس هذا هو غير بيبرس البندقداري الظاهري وإنما هذا أيضًا على اسمه وشهرته وهذا أكبر من الظاهر بيبرس وأقدم وقبض عليه الملك الصالح بعد ذلك وأعدمه ‌".-(ابن تغري، سلطنة الملك الصالح نجم الدين أيوب، 6/322) وهو أيضاً ما ذكره المقريزي فيما يتعلق بقبض الصالح أيوب على بيبرس بعد ان انضم للخوارزمية بقوله: " فما زال يخدعه ويمنيه، حتى فارق الخوارزمية، وقدم معه إلى ديار مصر، فأعتقل بقلعة الجبل، وكان آخر العهد به ".-(المقريزي، 1/428). وهو كذلك ما ذكره أبو الفداء في تاريخه بقوله: " في هذه السنة حبس الصالح أيوب مملوكه بيبرس وهو الذي كان معه لما اعتقل في الكرك وسببه أن بيبرس المذكور مال إلى الخوارزمية وإلى الناصر داود وصار معهم على أستاذه لما جرده إلى غزة كما تقدم ذكره فأرسل أستاذه الصالح أيوب واستماله فوصل إليه فاعتقله في هذه السنة وكان آخر العهد به ".ـ(أبو الفداء، احداث 644 هـ، 2/281)‌
39. ↑  المقريزي، 1/398-397 و419
40. ↑  المقريزي، 1/399-398
41. ↑  المقريزي، 1/400-399
42. ↑  المقريزي، 1/400
43. ↑  ابن تغري، سلطنة الملك العادل الصغير
44. ↑  ابن الدواداري، 7/339-338
45. ↑  ابن الدواداري، 7/340
46. 1 2  المقريزي، 1/403
47. ↑  أبو الفداء، سنة 638هـ
48. ↑  المقريزي، 1/405
49. ↑  المقريزي، 1/407
50. 1 2  ابن الدوإداري، 7/354
51. 1 2 3 4  ابن تغري، سلطنة الملك الصالح نجم الدين أيوب
52. ↑  أبو الفداء، سنة 642هـ
53. ↑  عبد العزيز بن عبد السلام بن أبي القاسم بن الحسن السلمي الدمشقي (577 -660هـ / 1181-1262م) : فقيه شافعي بلغ رتبة الاجتهاد. لقب بسلطان العلماء.تولى الخطابة والتدريس بزاوية الغزالي، ثم الخطابة بالجامع الأموي، لجأ إلى مصر حيث ولاه السلطان الصالح أيوب القضاء والخطابة ومكنه من الأمر والنهي، ثم اعتزل ولزم بيته. -(المقريزي، 1/411)
54. ↑  المقريزي، 1/407 و411
55. 1 2  المقريزي، 1/418
56. ↑  المقريزي، 1/417
57. ↑  أبو الفداء، سنة 641هـ
58. ↑  أرسل بدر الدين لؤلؤ صاحب الموصل إلي أهل الشام كتاب يقول : " إني قررت على أهل الشام قطيعة التتر في كل سنة، من الغني عشرة دراهم، ومن المتوسط خمسة دراهم، ومن الفقير درهم ". -(المقريزي، 1/419)
59. ↑  Amitai-Preiss, p.21
60. ↑  يصف المؤرخ ابن أيبك الدواداري الخليفة المستعصم بالله آخر الخلفاء العباسيين في بغداد بأنه " كان فيه هوج، وطيش، وظلم، مع بله، وضعف، وانقياد إلى أصحاب السخف. يلعب بطيور الحمام، ويركب الحمير المصرية الفرء، غير ناظر إلى أمر مصالح المسلمين، ولا يفكر في عواقب الزمان. " -(ابن الدواداري، 7/350-349). ويقول المقريزي عن مهادنة المستعصم للمغول: "وقام بأمره أهل الدولة، وحسنوا له جمع الأموال، وإسقاط أكثر الأجناد، فقطع كثير من العساكر، وسالم التتر، وحمل إليهم المال " -(المقريزي، /315).
61. ↑  المقريزي، 1/419
62. ↑  Runciman p.225/3
63. ↑  نور الدين خليل، 63
64. 1 2 3 4  Runciman p. 227/3
65. ↑  يذكر المقريزي أن عدد القتلى من الصليبيين وأهل الشام كان أكثر من 30 ألفاً.-(المقريزي، 1/420)
66. ↑  قاسم، 12
67. 1 2  المقريزي، 1/420
68. ↑  الجنك : بكسر أوله وسكون ثانيه، المشتغل بالرقص والغناء والطرب، أو هي من أدوات الغناء والطرب.
69. ↑  الغلالة: قميص يرتديه الرجال أو النساء.
70. ↑  المقريزي، 1/421-420
71. ↑  ابن الواداري، 7/355-354
72. ↑  المقريزي، 1/424-223
73. ↑  المقريزى، 1/424-423
74. ↑  المقريزى، 1/424
75. ↑  أبو الفداء، سنة 643 هـ و644 هـ
76. 1 2 3  المقريزى، 1/427
77. ↑  أبو الفداء، سنة 644 هـ
78. ↑  المقريزى، 1/425
79. ↑  المقريزى، 1/429-428
80. ↑  المقريزى، 1/434-433
81. ↑  Runciman p.257/3
82. ↑  ابن أيبك الدواداري، 7/366
83. ↑  ابن أيبك، 7/366
84. ↑  المقريزى، 1/437
85. ↑  جاء في كتاب لويس التاسع للسلطان الصالح أيوب : " أما بعد فإنه لم يخف عنك أني أمين الأمة العيسوية، كما أني أقول أنك أمين الأمة المحمدية. وإنه غير خاف عنك أن أهل جزائر الأندلس يحملون إلينا الأموال والهدايا. ونحن نسوقهم سوق البقر ونقتل منهم الرجل ونرمل النساء، ونستأسر البنات والصبيان، ونخلي منهم الديار، وقد أبديت لك ما فيه الكفاية، وبذلت لك النصح إلى النهاية، فلو حلفت لي بكل الأيمان ودخلت على القسوس والرهبان، وحملت قدامي الشموع طاعة للصلبان، ما ردني ذلك عن الوصول إليك، وقتلك في أعز البقاع عليك، فإن كانت البلاد لي، فيا هدية حصلت في يدي، وإن كانت البلاد لك والغلبة علي، فيدك العليا ممتدة إلي. وقد عرفتك وحذرتك من عساكر قد حضرت في طاعتي، تملأ السهل والجبل، وعددهم كعدد الحصى، وهم مرسلون إليك بأسياف القضا ". -(المقريزى، 1/437)
86. ↑  جاء في رد الملك الصالح على رسالة لويس التاسع: " أما بعد فإنه وصل كتابك، وأنت تهدد فيه بكثرة جيوشك وعدد أبطالك. فنحن أرباب السيوف، وما قتل منا قرن إلا جددناه، ولا بغى علينا باغ إلا دمرناه. فلو رأت عيناك - أيها المغرور - حد سيوفنا وعظم حروبنا، وفتحنا منكم الحصون والسواحل، وإخرابنا منكم ديار الأواخر والأوائل، لكان لك أن تعض على أناملك بالندم ولابد أن تزل بك القدم، في يوم أوله لنا وآخره عليك. فهناك تسيء بك الظنون، ( وسيعلم الذين ظلموا أي منقلب ينقلبون ). فإذا قرأت كتابي هذا، فكن فيه على أول سورة النحل: (أتى أمر الله فلا تستعجلوه )، وكن على آخر سورة ص : (ولتعلمن نبأه بعد حين)-سورة ص ىية 88-. ونعود إلى قول الله تبارك وتعالى، وهو أصدق القائلين: (كم من فئة قليلة غلبت فئة كثيرة بإذن الله والله مع الصابرين)-سورة البقرة آية 249-. وإلى قول الحكماء: " إن الباغي له مصرع " وبغيك يصرعك وإلى البلاء يقلبك، والسلام ". -(المقريزى، 1/437-438)
87. ↑  ابن الدواداري، 7/366
88. ↑  الشيال، 2/95-96
89. 1 2  الشيال، 2/97
90. ↑  Joinville's Chronicle, p.152
91. ↑  Runciman p.262/3
92. ↑  نور الدين خليل، 39
93. ↑  سورة التوبة آية 41
94. ↑  ابن إياس، 1/277-278
95. ↑  ابن تغري، سلطنة نجم الدين أيوب بن الكامل محمد
96. 1 2  Runciman p. 265/3
97. ↑  المقريزى، 1/446
98. ↑  الشيال، 2/99
99. ↑  المقريزى، 1/441
100. ↑  العسلي، 18
101. ↑  ابن كثير، 13/133
102. ↑  المقريزى، الخطط، 4/210
103. ↑  المقريزى، 1/444
104. ↑  المقريزى، 1/443-445
105. ↑  المقريزى السلوك،1 /447
106. ↑  قاسم عبده، 19
107. ↑  ابن الدواداري، 7/376
108. ↑  المقريزى، 1/448
109. ↑  المقريزى، 1/449
110. ↑  المقريزى، 1/451
111. ↑  المقريزي، 1/441 و464
112. ↑  الشيال, 1/116
113. ↑  المقريزى، الخطط، 4/211-210
114. ↑  ابن الدواداري، 7/374
115. ↑  المقريزي، 1/442
116. ↑  ابن عبد الظاهر، تشريف الأيام، م 36-35
117. ↑  بيبرس الدوادار، 3
118. 1 2  Amitai-Preiss, p.18
119. ↑  ابن إياس، 1/270
120. ↑  ابن الدواداري، 7/370
121. ↑  مراد كامل، تشريف الأيام والعصور،36
122. ↑  ابن عبد الظاهر، 49-48
123. ↑  العيني، عصر سلاطين المماليك، 24-23
124. ↑  المقريزي، هامش، 1/385
125. ↑  قاسم عبده، 21
126. ↑  ابن الدواداري، 1/371
127. 1 2  المقريزى، 1/443
128. ↑  المقريزى، الخطط، 4/303-297
129. ↑  المقريزى، السلوك 1/443
130. ↑  المقريزى، الخطط، 4/211-209
131. ↑  المقريزى، السلوك، 1/443
132. ↑  ابن شداد، 100
133. ↑  المقريزى، الخطط، 3/263-261